# Список глав канцелярии федерального канцлера Германии

Герб ФРГ

## Руководители Ведомства федерального канцлера Федеративной Республики Германия, 1949 —н.в.
| Имя                      | Дата вступления в должность | Дата снятия с должности | Партия | Ранг                                                        |
| ------------------------ | --------------------------- | ----------------------- | ------ | ----------------------------------------------------------- |
| Франц-Йозеф Вюрмелинг    | 12 октября 1949             | 14 января 1951          | ХДС    | статс-секретарь                                             |
| Отто Ленц                | 15 января 1951              | 19 сентября 1953        | ХДС    | статс-секретарь                                             |
| Ганс Глобке              | 28 октября 1953             | 15 октября 1963         | ХДС    | статс-секретарь                                             |
| Людгер Вэстрик           | 18 октября 1963             | 1 декабря 1966          | ХДС    | статс-секретарь; с 16 июня 1964 как министр по особым делам |
| Вернер Книпер            | 13 декабря 1966             | 31 декабря 1967         | —      | статс-секретарь                                             |
| Карл Карстенс            | 1 января 1968               | 22 октября 1969         | ХДС    | статс-секретарь                                             |
| Хорст Эмке               | 22 октября 1969             | 18 декабря 1972         | СДПГ   | министр по особым делам                                     |
| Хорст Граберт            | 18 декабря 1972             | 15 мая 1974             | СДПГ   | статс-секретарь                                             |
| Манфред Шюлер            | 16 мая 1974                 | 1 декабря 1980          | СДПГ   | статс-секретарь                                             |
| Манфред Ланштайн         | 1 декабря 1980              | 28 апреля 1982          | СДПГ   | статс-секретарь                                             |
| Герхард Конов            | 29 апреля 1982              | 4 октября 1982          | —      | статс-секретарь                                             |
| Вальдемар Шрекенбергер   | 4 октября 1982              | 15 ноября 1984          | ХДС    | статс-секретарь                                             |
| Вольфганг Шойбле         | 15 ноября 1984              | 20 апреля 1989          | ХДС    | министр по особым делам                                     |
| Рудольф Зайтерс          | 21 апреля 1989              | 25 ноября 1991          | ХДС    | министр по особым делам                                     |
| Фридрих Боль             | 26 ноября 1991              | 27 октября 1998         | ХДС    | министр по особым делам                                     |
| Бодо Хомбах              | 27 октября 1998             | 7 июля 1999             | СДПГ   | министр по особым делам                                     |
| Франк-Вальтер Штайнмайер | 7 июля 1999                 | 22 ноября 2005          | СДПГ   | статс-секретарь                                             |
| Томас де Мезьер          | 22 ноября 2005              | 27 октября 2009         | ХДС    | министр по особым делам                                     |
| Рональд Пофалла          | 28 октября 2009             | 17 декабря 2013         | ХДС    | министр по особым делам                                     |
| Петер Альтмайер          | 17 декабря 2013             | 14 марта 2018           | ХДС    | министр по особым делам                                     |
| Хельге Браун             | 14 марта 2018               | в должности             | ХДС    | министр по особым делам                                     |